# Временная администрация Афганистана
Временная администрация Афганистана, была первой администрацией Афганистана после падения режима талибов и была высшим органом власти страны с 22 декабря 2001 года по 13 июля 2002 года.

## История

### Предыстория
После терактов 11 сентября Соединенные Штаты начали «глобальную войну с терроризмом» в рамках своей операции «Несокрушимая свобода» с целью отстранения первого режима талибов от власти в Афганистане. Сразу после начала вторжения в Афганистан Организация Объединённых Наций спонсировала международную конференцию в Бонне, Германия, с участием афганских лидеров антиталибского движения, чтобы воссоздать государство Афганистан и сформировать временное правительство.
Боннское соглашение учредило Временную администрацию Афганистана, которая будет создана после официальной передачи власти 22 декабря 2001 года. Временная администрация будет состоять из Верховного суда Афганистана и Специальной независимой комиссии по созыву чрезвычайной Лойя джирги. Чрезвычайная Лойя джирга должна была быть проведена в течение 6 месяцев после создания администрации и должна была создать афганскую переходную администрацию, которая заменит афганскую временную администрацию. Временная администрация Афганистана состояла из председателя, пяти заместителей председателя и 24 других членов, каждый из которых возглавляет отдел Временной администрации. Также было решено, что Хамид Карзай будет председателем Временной администрации.
После завершения Лойя джирги 2002 года Временная администрация была заменена Переходной администрацией.

### Переговоры в Бонне
На Боннской конференции присутствовали четыре делегации антиталибских фракций: Северный альянс; «группа Кипарис», группа изгнанников, связанных с Ираном; «Римская группа», верная бывшему королю Мохаммаду Захир Шаху, который жил в изгнании в Риме и не присутствовал на собрании. Не присутствовала «пешаварская группа», состоящая в основном из афганских эмигрантов, базирующихся в Пакистане. На момент конференции половина Афганистана находилась в руках Северного альянса, включая Кабул, где Бурхануддин Раббани захватил президентский дворец и заявил, что любые переговоры о будущем Афганистана должны проходить внутри страны.
Было много споров о том, кто возглавит временное правительство. Раббани не хотел, чтобы Боннская конференция принимала решение об именах для временного правительства, но после давления со стороны Соединённых Штатов и России делегация Северного Альянса, возглавляемая более молодым лидером Юнусом Кануни, решила продолжить переговоры с поддержкой Раббани.
В начале конференции казалось, что у короля Захир Шаха большая поддержка, но Северный Альянс воспротивился этому. К последним дням конференции осталось два кандидата: Хамид Карзай, которого Соединённые Штаты продвигали как жизнеспособного кандидата, и Абдул Сатар Сират, чьё имя было предложено римской группой. Боннская конференция согласилась, что Карзай возглавит Временную администрацию.

### Создание кабинета
Когда Карзай был избран «председателем» Временной администрации, он создал кабинет из 30 членов. Северный альянс получил около половины постов во временном кабинете, а члены группы «Рим» были назначены на восемь постов. Среди них были полевые командиры с частными ополчениями. Среди наиболее заметных членов временной администрации было трио: Юнус Кануни, Мохаммад Фахим и Абдулла Абдулла, трое самых известных лидеров Северного Альянса. Афганистан находился в состоянии серьёзной раздробленности и фракционности с начала 1990-х годов; Карзай попытался объединить страну, работая со всеми четырьмя основными группами в кабинете министров и представляя их. Включение различных военачальников в кабинет (и назначение на высокие должности в провинциях) разделило мнения в Афганистане, но многие увидели в этом попытку Карзая включить всех в постталибскую эпоху Афганистана, чтобы предотвратить дальнейший конфликт.
Во время правления администрации имели место столкновения между некоторыми полевыми командирами, особенно этнические столкновения между последователями Абдул Рашид Дустума и Атта Мухаммада Нура в северном Афганистане (их раскол продолжался примерно до 2003 г.) и фракционные столкновения между ополчениями Пача Хана Задрана и соперников, таких, как  Тадж Мохаммад Вардак, в провинциях Пактия и Хост. Администрация Карзая в Кабуле не всегда имела власть в регионах, где сражались полевые командиры.